# Museu de l'Art de la Pell
Museu de l'Art de la Pell és un museu dedicat a les arts decoratives i aplicades de la pell fundat el 1996, i té la seu al rehabilitat edifici del Convent del Carme, al Carrer Arquebisbe Alemany, 5 de Vic. Exhibeix la col·lecció de l'adober vigatà Andreu Colomer i Munmany, centrada en objectes elaborats totalment o parcialment amb pell, com baguls, paravents, frontals d'altar, arquimeses, cadires, selles de muntar, màscares o figures per a teatre d'ombres. Destaca la tècnica del guadamassil (pell daurada o policromada) i l'aplicació del cordovà a arquetes i caixes.
Forma part de la Xarxa de Museus Locals de la Diputació de Barcelona. El Museu compta també amb un mòdul multi-sensorial anomenat "La Mirada Tàctil", un espai d'interpretació tàctil adreçat a tothom però especialment adaptat i dissenyat per aquells visitants que presenten alguns tipus de dificultats visuals, ceguesa o mobilitat reduïda.
L'any 2006 el museu celebrà els 10 anys amb una mostra que homenatjà el seu mecenes, Andreu Colomer. El museu acull també exposicions temporals. L'any 2009 acollí una exposició sobre la Primera Guerra Mundial procedent del Museu d'Història de Catalunya. Al llarg del 2010 mostrà exposicions monogràfiques relatives a La Pell d'Amèrica, La Pell d'Àfrica i La Pell d'Europa.
Una de les seccions del museu és el taller de restauració. L'any 2009 va assumir la restauració de les diferents peces del Palau Güell de Barcelona per encàrrec de la Diputació de Barcelona.
El dia 7 de juliol de 2011, va ser inscrit, segons una publicació al Diari Oficial de la Generalitat de Catalunya, al Registre de museus de la Generalitat de Catalunya, en la categoria de monogràfic, amb data de 22 de juny de 2011.
A principis de 2012 es va dissoldre el consorci del museu, amb l'objectiu que la gestió del museu passés exclusivament a mans de l'Ajuntament. Com que no es va arribar a un acord, el museu va tancar les portes a l'espera d'un acord de gestió el maig de 2012, però va reobrir el juliol del mateix any al resoldre's aquestes qüestions.